# Copa de la Liga Profesional
La Copa de la Liga Profesional de Fútbol de AFA, Copa de la Liga Profesional, o simplemente Copa de la Liga, cuya primera edición tomó el nombre de Copa Diego Armando Maradona, fue una competición oficial organizada por la Asociación del Fútbol Argentino, a través del ente homónimo, que se agregó al calendario de las copas nacionales a finales de 2020, hasta su última edición de la temporada 2024.

## Historia
La primera edición, disputada a finales de 2020 y principios de 2021, fue programada de manera contingente como consecuencia de la cancelación de la Copa de la Superliga 2020 debido a la pandemia de covid-19 y a la eventual disolución de su ente organizador. La disputaron los veinticuatro equipos que participaron de la Superliga 2019-20. Se organizó con una ronda de clasificación, por el sistema de todos contra todos, que dividió a los equipos en dos instancias: la Fase Campeón y la Fase Complementación, que constaron, a su vez, de una ronda de todos contra todos y una final entre los dos primeros. El Club Atlético Boca Juniors se consagró campeón y obtuvo un lugar en la Copa Libertadores 2021, cupo que dejó vacante por encontrarse clasificado previamente al haber obtenido, también, la Superliga 2019-20. Por su parte, el perdedor de la final, Banfield, venció al ganador de la Fase Complementación, Vélez Sarsfield, y obtuvo una plaza en la Copa Sudamericana 2022.
La segunda edición comenzó el 12 de febrero y finalizó el 4 de junio de 2021, con un nuevo formato: los veintiséis equipos participantes fueron divididos en dos zonas de trece equipos cada una disputadas en una ronda de todos contra todos más un encuentro interzonal por fecha; y una etapa eliminatoria de la que participaron los equipos que ocuparon los primeros cuatro puestos de cada una de ellas. Consagró campeón al Club Atlético Colón.
La tercera edición comenzó el 10 de febrero y finalizó el 22 de mayo de 2022, manteniendo el formato de la edición anterior pero con una leve diferencia, ya que, debido al aumento de los equipos participantes, se estableció que la séptima fecha de la primera fase sea exclusivamente de encuentros interzonales. Consagró campeón por segunda vez al Club Atlético Boca Juniors.
La cuarta edición, contrariamente a las anteriores y por única vez, se organizó como cierra de la temporada oficial 2023. Comenzó el 17 de agosto y finalizó el 16 de diciembre, manteniendo el formato de la edición anterior. Consagró campeón por primera vez al Club Atlético Rosario Central; y por segunda vez a su entrenador, Miguel Ángel Russo, que antes había conseguido el logro en la edición 2020.
La quinta y última edición volvió a jugarse abriendo la temporada. Comenzó el 25 de enero de 2024 y finalizó el 5 de mayo, sin variantes en el modo de disputa. Consagró campeón por primera vez al Club Estudiantes de La Plata; y por segunda vez a su entrenador, Eduardo Domínguez, quien ya había ganado la edición 2021.

## Finales
| Edición | Campeón          | Resultado   | Subcampeón      | Sede del partido                                     |
| ------- | ---------------- | ----------- | --------------- | ---------------------------------------------------- |
| 2020    | Boca Juniors     | (5) 1:1 (3) | Banfield        | Estadio San Juan del Bicentenario, San Juan          |
| 2021    | Colón            | 3:0         | Racing Club     | Estadio San Juan del Bicentenario, San Juan          |
| 2022    | Boca Juniors     | 3:0         | Tigre           | Estadio Mario Alberto Kempes, Córdoba                |
| 2023    | Rosario Central  | 1:0         | Platense        | Estadio Único Madre de Ciudades, Santiago del Estero |
| 2024    | Estudiantes (LP) | (4) 1:1 (3) | Vélez Sarsfield | Estadio Único Madre de Ciudades, Santiago del Estero |

## Palmarés
| Equipo           | Campeón | Subcampeón | Ediciones campeón | Ediciones subcampeón |
| ---------------- | ------- | ---------- | ----------------- | -------------------- |
| Boca Juniors     | 2       | -          | 2020, 2022        | -                    |
| Colón            | 1       | -          | 2021              | -                    |
| Estudiantes (LP) | 1       | -          | 2024              | -                    |
| Rosario Central  | 1       | -          | 2023              | -                    |
| Banfield         | -       | 1          | -                 | 2020                 |
| Platense         | -       | 1          | -                 | 2023                 |
| Racing Club      | -       | 1          | -                 | 2021                 |
| Tigre            | -       | 1          | -                 | 2022                 |
| Vélez Sarsfield  | -       | 1          | -                 | 2024                 |

## Estadísticas

### Goleadores históricos

#### Por edición
| Edición | Jugador                                      | Equipo                                | Goles |
| ------- | -------------------------------------------- | ------------------------------------- | ----- |
| 2020    | Ramón Ábila Miguel Merentiel Pulga Rodríguez | Boca Juniors Defensa y Justicia Colón | 6     |
| 2021    | Rafael Borré Pulga Rodríguez                 | River Plate Colón                     | 8     |
| 2022    | Mauro Boselli                                | Estudiantes (LP)                      | 10    |
| 2023    | Lucas Passerini                              | Belgrano                              | 10    |
| 2024    | Miguel Borja                                 | River Plate                           | 13    |

#### Por jugador
| Pos. | Jugador            | Goles |
| ---- | ------------------ | ----- |
| 1    | Miguel Merentiel   | 28    |
| 2    | Pulga Rodríguez    | 21    |
| 3    | Miguel Borja       | 19    |
| 3    | Cristian Tarragona | 19    |
| 5    | Gabriel Ávalos     | 17    |
| 5    | Adrián Martínez    | 17    |
| 7    | Lucas Passerini    | 16    |
| 8    | Leandro Díaz       | 15    |
| 9    | Adam Bareiro       | 14    |
| 9    | Mauro Boselli      | 14    |
| 9    | Giuliano Galoppo   | 14    |
| 9    | Lucas Janson       | 14    |

Estadísticas actualizadas al fin de la temporada 2024.  

### Entrenadores campeones
| Edición | Entrenador          | Equipo           |
| ------- | ------------------- | ---------------- |
| 2020    | Miguel Ángel Russo  | Boca Juniors     |
| 2021    | Eduardo Domínguez   | Colón            |
| 2022    | Sebastián Battaglia | Boca Juniors     |
| 2023    | Miguel Ángel Russo  | Rosario Central  |
| 2024    | Eduardo Domínguez   | Estudiantes (LP) |